# Q
Q (ku) je sedemnajsta črka latinske abecede.
V slovenščini se Q uporablja pogojno, predvsem za zapis tujih imen (Quebec).

## Pomeni
- v biokemiji je Q enočrkovna oznaka za aminokislino glutamin